# Rhododendron tomentosum
El té del labrador (Rhododendron tomentosum) es un arbusto de la familia de las ericáceas.

## Características
Rhododendron tomentosum es un arbusto pequeño ramificado con ramas verticales que miden entre 30 y 120 centímetros y, en la parte alta, peludos. Las hojas se sitúan en las partes superiores de las ramas, son perennes, de dos a cinco centímetros de longitud y estrechas. El margen foliar es plegado, el haz es de color verde oscuro y el envés cubierto de pelo marrón y denso. La postura de las hojas es horizontal, pero durante el invierno están colgadas para protegerse de frío.
Florece en junio o julio. Las flores son blancas, pequeñas, de entre 5 y 10 milímetros de ancho y huelen fuertemente. Tienen cinco pétalos, de ocho a diez estambres largos y forman una umbela con pedúnculos peludos y verticales.
La fruta es una cápsula de 5 milímetros que se abre en cinco partes desde la base y cuando las semillas maduran, los pendúnculos empiezan a marchitarse. 

## Distribución y hábitat
Crece en el hemisferio norte en las zonas boreales y subpolares, las áreas nortes y centrales de Europa, en Siberia, norte de China, Corea y Japón, en Canadá, el noroeste y el nordeste de Estados Unidos y el oeste de Groenlandia. Sus hábitats son pantanos y terrenos pantanosos ácidos, un poco húmedos, con mucha luz y, en latitudes más altas de su distribución, también en bosques y tundras. 

## Uso
Fue usado para condimentar cerveza, a pesar de su toxicidad que afecta el sistema nervioso central y puede dañar los riñones. También ha sido utilizado con fines médicos, por ejemplo, el té del labrador en América del Norte. Los usos menos arriesgados incluyen la utilización para repeler ratones de almacenes de alimentos, y la lucha contra los parásitos, por ejemplo, los piojos. Además, es posible usarlo para el curtido del cuero y teñir telas de verde o amarillo.

## Taxonomía
- Rhododendron tomentosum fue descrita por Harri Harmaja, substituyendo Ledum palustre L., el nombre anterior.

### Etimología
- Rhododendron: nombre genérico que deriva de las palabras griegas ῥόδον, rhodon = "rosa" y δένδρον, dendron = "árbol".
- tomentosa: epíteto latino que significa "tomentoso" o "peludo".[4]